# Smiley Face Killers
Smiley Face Killers è un film thriller/horror ispirato alla teoria degli omicidi compiuti da un gruppo soprannominato Smiley Face. Il film è stato diretto da Tim Hunter e sceneggiato da Bret Easton Ellis.

## Trama
Uno studente del college giovane e di bell’aspetto, Jake Graham (Ronen Rubinstein), sostiene di venir seguito da una figura incappucciata (Crispin Glover). Né gli amici né la sua fidanzata, però, gli credono, dal momento che Jake soffre di depressione ed ha smesso di prendere le sue medicine e di vedere il suo medico.
Jake, però, non è paranoico: diversi individui, a bordo di un van, da giorni lo stanno pedinando e si sono addirittura introdotti in casa sua. Jake dovrà combattere contro la propria salute mentale e contro coloro che hanno l’obiettivo di ucciderlo.

## Cast
- Ronen Rubinstein è Jake Graham, un giovane studente del college, con la passione per lo sport, in modo particolare per il calcio. Viene pedinato e successivamente rapito da un gruppo di killer, i cosiddetti Smiley Face Killers.
- Mia Serafino è Keren, la fidanzata di Jake.
- Crispin Glover è la figura incappucciata, uno degli assassini.
- Garrett Coffey è Adam, amico di Jake.
- Cody Simpson è Rob, ex fidanzato di Keren. Jake sospetta che sia lui colui che lo sta pedinando.

## Produzione
Nell’ottobre del 2017 è stata avviata la produzione del film. Ronen Rubinstein è stato assunto nel ruolo del protagonista, mentre Crispin Glover venne scelto per il ruolo di supporto.

## Distribuzione
Smiley Face Killers è stato pubblicato in formato digitale e in alcuni cinema e drive-in selezionati negli Stati Uniti il 4 dicembre 2020. Non è ancora stata annunciata un'eventuale data d'uscita in Italia.

## Marketing
L'8 ottobre 2020, il poster e il trailer ufficiali sono stati pubblicati da Lionsgate. Il 14 dicembre dello stesso anno, Ronen Rubinstein ha espresso la sua frustrazione per quanto riguarda il modo in cui il marketing del film è stato gestito, dicendo che "Il marketing per Smiley Face Killers è stato, come posso dire, una [merda]". L'8 gennaio 2021, dopo più di un mese di dispute con la casa cinematografica, Trenton Ryder ha confermato su Twitter di essere tornato a gestire il social media marketing del film, dopo essere stato rimosso da quell'incarico prima dell'uscita americana del film.